# Havre (Montana)
Havre è una città capoluogo di contea nella contea di Hill, Montana, Stati Uniti.
La città si chiama così in onore della città di Le Havre in Francia e ha una popolazione di 9 213 abitanti secondo il censimento del 2022 il che la rende l'ottava città del Montana per numero di abitanti.

## Geografia fisica
Havre, secondo lo United States Census Bureau ha un'area di 9 km², la densità di popolazione è di 107 ab/km²; la città si trova a 773 metri s.l.m.